# 雷達錶
Rado 瑞士雷達表是全球知名腕錶品牌，以其創新設計及其革命性的材質運用而聞名，旨在打造不易磨損的腕錶。從在瑞士倫瑙開創起，Rado 瑞士雷達表具備開拓進取的精神，時至今日，仍秉持「若能想像，即可創造」的品牌理念。
1957 年起，Rado瑞士雷達表開始製造腕錶；但早在 1917 年，Schlup 家族便在瑞士倫瑙設立工廠生產機械機芯，並建立了 Rado 瑞士雷達表品牌。 Rado 瑞士雷達錶總部目前仍位於倫瑙，生產的手錶因經久耐用、款式時尚而馳名世界。

## 特別版

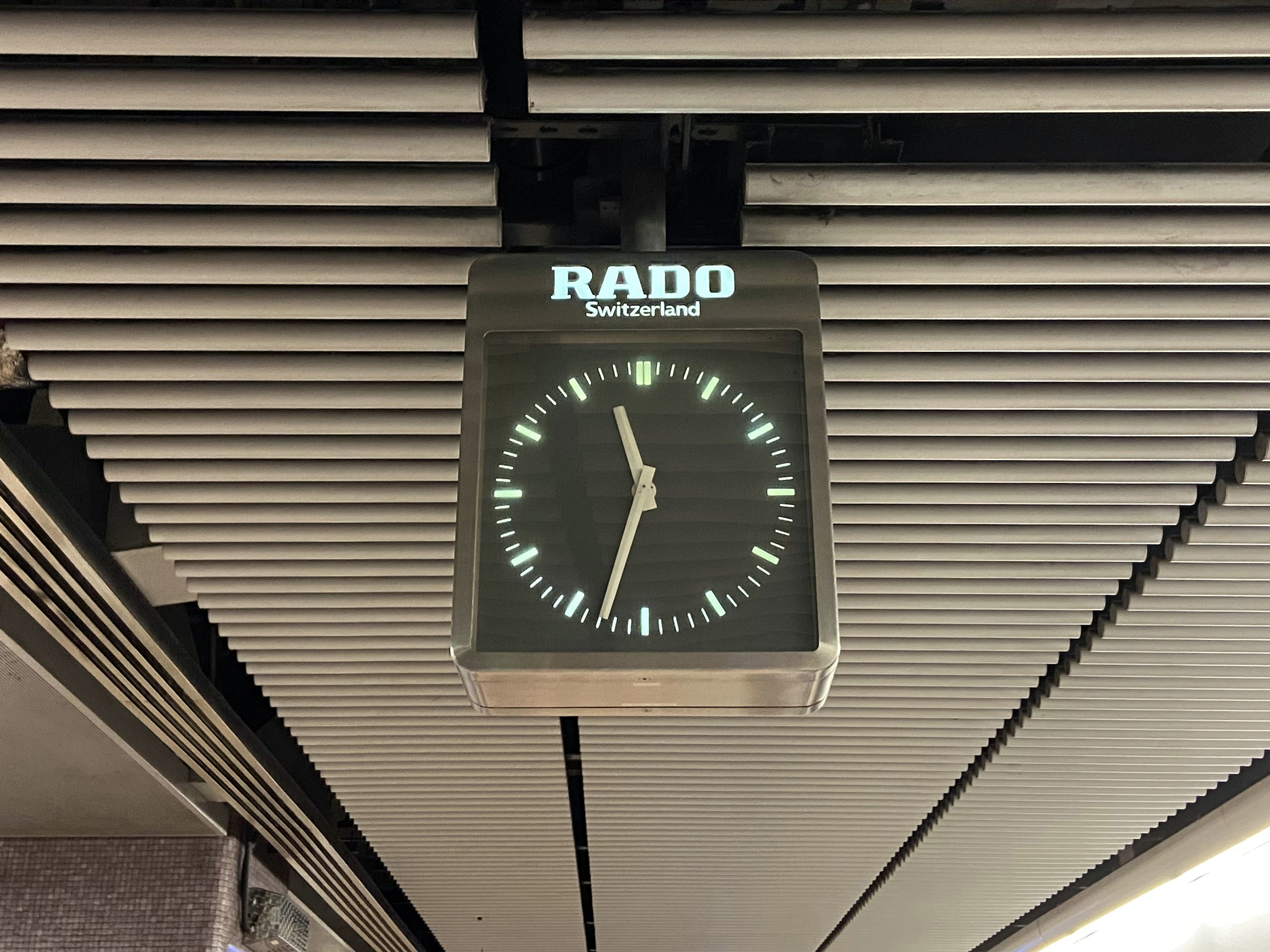
黑色方形雷達鐘，全世界只有香港地鐵獨有，不過到2020年，港鐵指相關公司的合約已經完結為由，決定陸續清拆已損壞的時鐘

1975年初，香港地鐵的修正早期系統通車，公司決定1979年安裝雷達鐘，方便乘客。而該時鐘更是全世界只有香港地鐵獨有。不過到2019年，因發生反對《逃犯條例修訂草案》運動造成嚴重破壞，加上港鐵指相關公司的合約已經完結為由，因此決定陸續清拆已損壞的時鐘。